# کان‌بافت

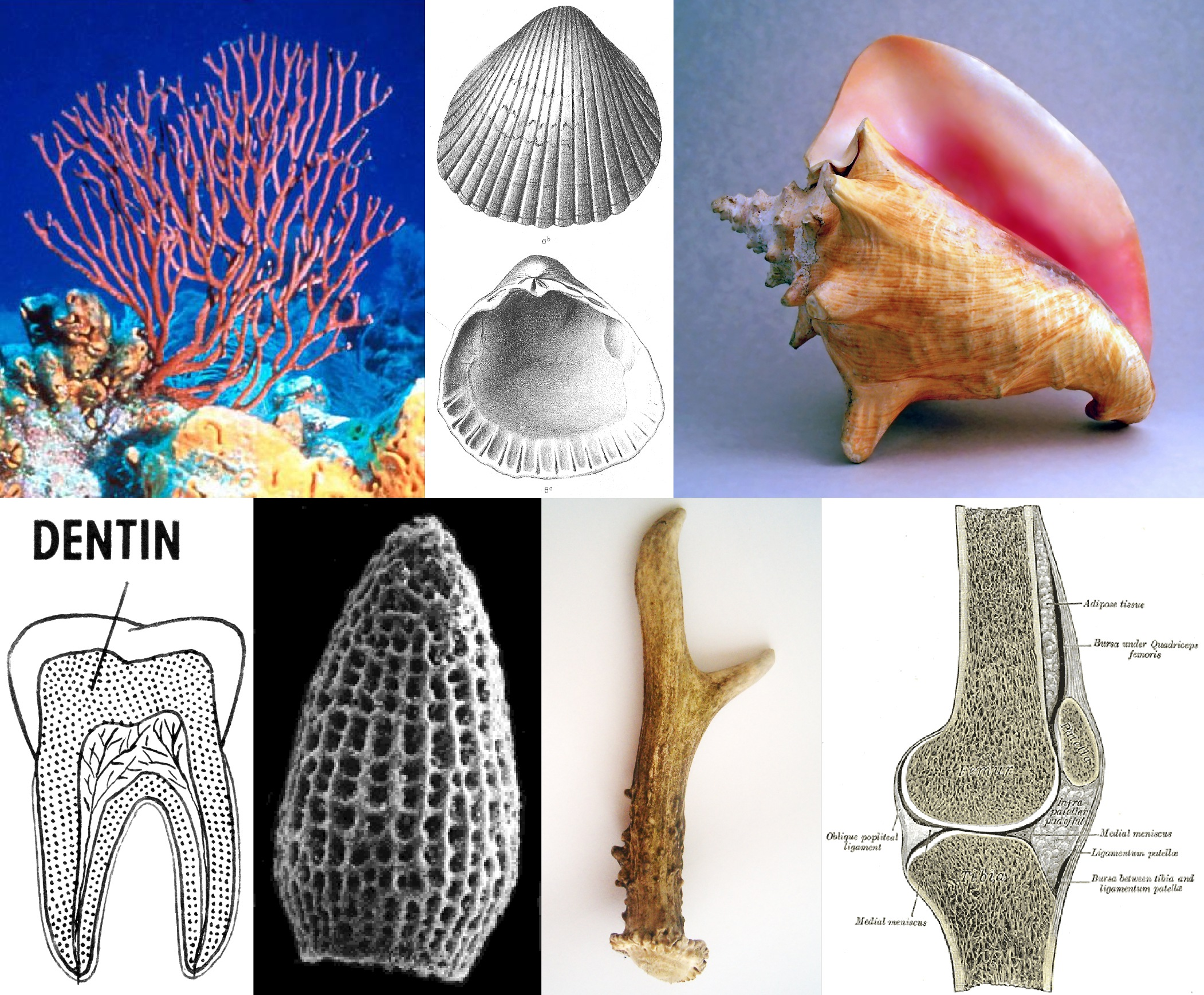
کان‌بافت: اسفنج دریایی، صدف، صدف حلزونی، عاج دندان، شعاعیان، شاخ گوزن، استخوان

کان‌بافت (انگلیسی: Mineralized tissues) بافت زیستی است که از کانی ساخته شده باشد. کان‌بافت‌ها عمدتاً سازندهٔ بخش‌های ساختاری، استخوان‌بندی بیرونی یا پوشش محافظت‌کننده در جانوران هستند.
نامدارترین کان‌بافت‌ها، استخوان، دندان، لاک در لاک‌پشت و حلزون، شاخ، اسفنج‌های دریایی، رادیولارین‌ها و حتی سنگ کلیه هستند. کان‌بافت طی فرایند کانی‌سازی زیستی ساخته می‌شود که معمولاً بافت‌های سختی هستند.